# Cot Teungkunibung
Cot Teungkunibung är ett berg i Indonesien.   Det ligger i provinsen Aceh, i den västra delen av landet, 1 700 km nordväst om huvudstaden Jakarta. Toppen på Cot Teungkunibung är 743 meter över havet, eller 94 meter över den omgivande terrängen. Bredden vid basen är 1,5 km.
Terrängen runt Cot Teungkunibung är kuperad åt nordost, men åt sydväst är den bergig. Terrängen runt Cot Teungkunibung sluttar norrut.Runt Cot Teungkunibung är det ganska tätbefolkat, med 60 invånare per kvadratkilometer. Närmaste större samhälle är Reuleuet, 14,7 km nordväst om Cot Teungkunibung. I omgivningarna runt Cot Teungkunibung växer i huvudsak städsegrön lövskog.